# آشوت بلیان
آشوت شامخالی بلیان (ارمنی: Աշոտ Շամխալի Բլեյան؛ زادهٔ ۴ سپتامبر ۱۹۵۵) سیاستمدار اهل ارمنستان است که از تاریخ ۱۹۹۴ تا تاریخ ۱۹۹۵ در دولت هراند باگراتیان سمت کفیل وزیر آموزش و پرورش جمهوری ارمنستان را بر عهده داشت.

## زندگی‌نامه
در ۴ سپتامبر ۱۹۵۵ در ایروان به دنیا آمد و در رشته فیزیک از دانشگاه دولتی ایروان فارغ‌التحصیل شد